# Carrier Dome
Der Carrier Dome ist ein mit einem Tragluftdach überspanntes Stadion in der US-amerikanischen Stadt Syracuse im Bundesstaat New York. Der Dome liegt auf dem Campus der Syracuse University und ist in deren Besitz. Momentan bietet es 49.262 Plätze für die Besucher. Die Namensrechte hält das Unternehmen  Carrier, ein Hersteller von Kälteanlagen und Heizungen, der damals 2,5 Mio. US-Dollar zahlte. 

## Geschichte und Nutzung
Das Architektenteam Finch-Heery und Hueber Hares Glavin entwarf das 26,85 Millionen US-Dollar teure Stadion und ließ es von Huber, Hunt & Nichols sowie Geiger Associates errichten. Der Grundstein für das Stadion wurde am 11. November 1978 gelegt. Eröffnet wurde die Arena mit 50.000 Zuschauerplätzen am 20. September 1980. Das Dach besteht aus einem teflonbeschichteten Glasfasergewebe und wiegt 220 Tonnen. Es wird über ein Gitterwerk an 14 bis zu 213 Meter langen und sieben Tonnen schweren Brückenkabeln gehalten. An der Dachkonstruktion hängen auch die Beschallungsanlage und die Lichttechnik. Die Lichtanlage ist mit 432 Halogen-Metalldampflampen (je 1.500 Watt), 60 Flutlichtstrahlern (je 1.500 Watt) und 56 Natriumdampflampen ausgestattet. Die Beschallungsanlage wurde 1989 und 1999 modernisiert und verfügt über acht Lautspecherblöcke von Bose. 16 Ventilatoren mit je einem Durchmesser von 1,5 Metern an der Nord- und Südseite füllen das Dach mit Luft. Sie wird über die 36 Betonsäulen an der Fassade hinauf zum Dach geleitet. Die Säulen haben eine Höhe von 18 Meter und wiegen je 40 Tonnen.
Der Dome ist die Spielstätte der NCAA-Sportmannschaften der Syracuse University mit Namen Syracuse Orange im American Football, Basketball (Männer und Frauen) und Lacrosse (Männer und Frauen). Neben Sportveranstaltungen fanden hier auch Konzerte von international bekannten Künstlern wie Bruce Springsteen, David Bowie, Elton John, Eric Clapton, Frank Sinatra, Garth Brooks, Genesis, Neil Diamond, Phil Collins, Rod Stewart, Santana, The Police, The Rolling Stones, The Who und U2 statt. Am 30. März 1985 absolvierte Prince im Carrier Dome ein Konzert, das unter dem Titel Prince and the Revolution: Live auf Tonträger veröffentlicht wurde.
Derzeit ist eine Renovierung des Carrier Dome im Gespräch. Dabei steht auch ein Austausch der Dachkonstruktion im Raum. So wäre eine Überdachung wie bei dem BC Place Stadium im kanadischen Vancouver denkbar. Dort wurde das Tragluftdach durch ein schließbares Dach, ähnlich dem in der Frankfurter Commerzbank-Arena, ersetzt.

## Galerie

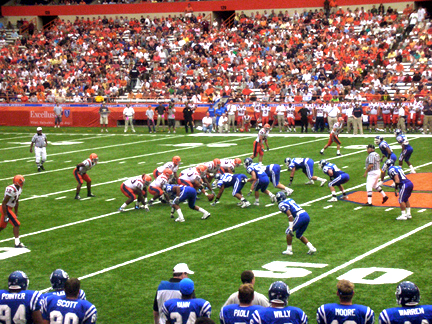
Spiel der Syracuse Orange Footballmannschaft (2005)
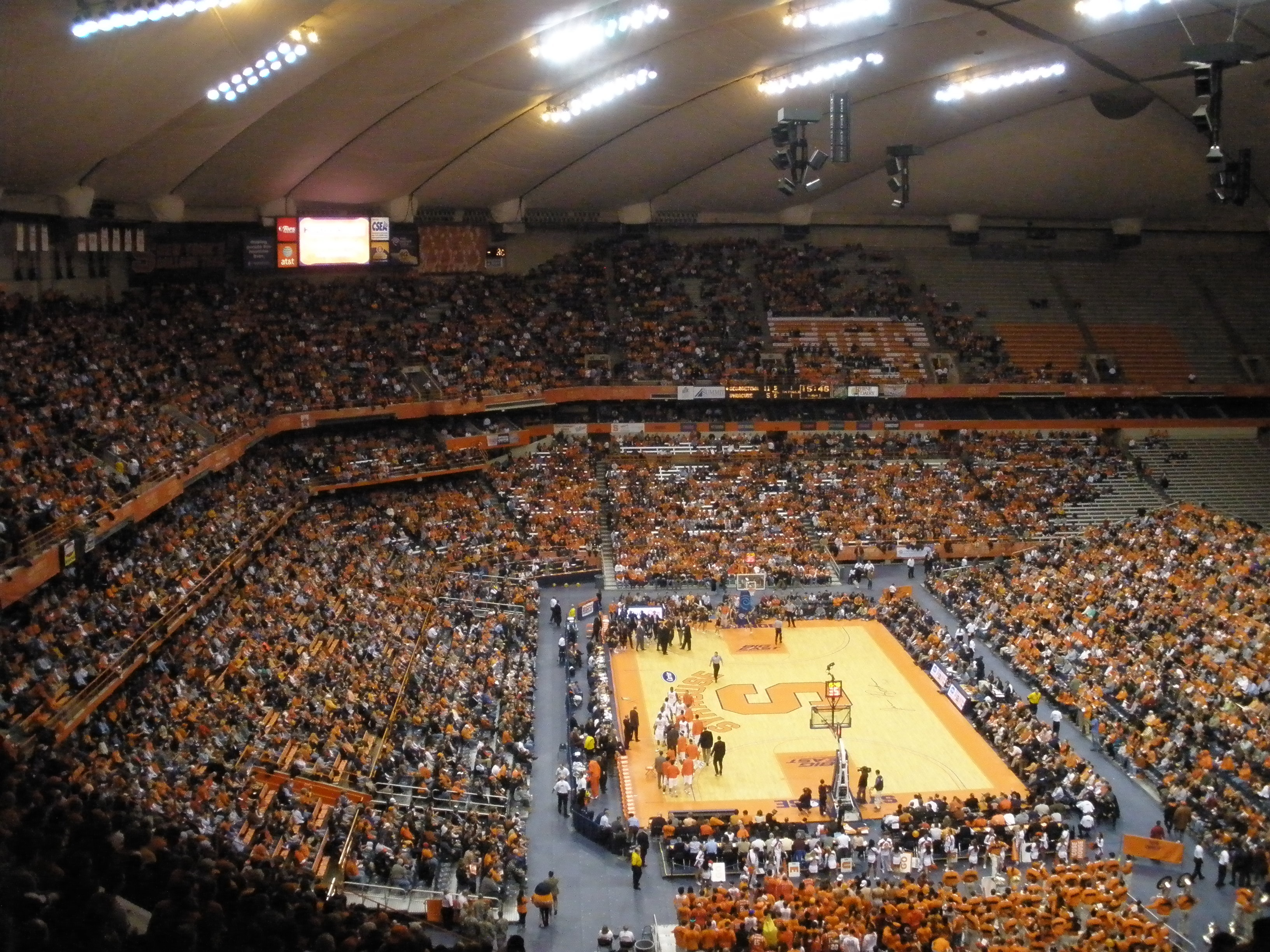
Der Carrier Dome während eines Basketballspiels im Februar 2011